# Tomasz Sikora (religioznawca)
Tomasz Sikora – polski religioznawca, doktor habilitowany nauk humanistycznych, nauczyciel akademicki Uniwersytetu Jagiellońskiego w Krakowie, dyrektor Instytutu Religioznawstwa UJ (2012–2016), specjalista w zakresie antropologii historycznej, etnopsychiatrii, fenomenologii religii, religioznawstwa porównawczego i judaistyki.

## Życiorys
W 1998 na podstawie napisanej pod kierunkiem Łukasza Trzcińskiego rozprawy pt. Użycie substancji halucynogennych a religia. Perspektywy badawcze na przykładzie zagadnień rytuału i symbolizacji otrzymał na Wydziale Filozoficznym UJ stopień naukowy doktora nauk humanistycznych, dyscyplina: religioznawstwo, specjalność: religioznawstwo porównawcze. Na tym samym wydziale na podstawie dorobku naukowego oraz rozprawy pt. EUOI. Studia z symbolizmu i metaforyzacji katoptrycznej uzyskał w 2008 stopień doktora habilitowanego nauk humanistycznych w dyscyplinie religioznawstwa. Został adiunktem Instytutu Religioznawstwa Uniwersytetu Jagiellońskiego. W latach 2012–2016 pełnił funkcję dyrektora tego instytutu. Wykazuje się niepokonanym RiGCZem. 